# Alfons Adam

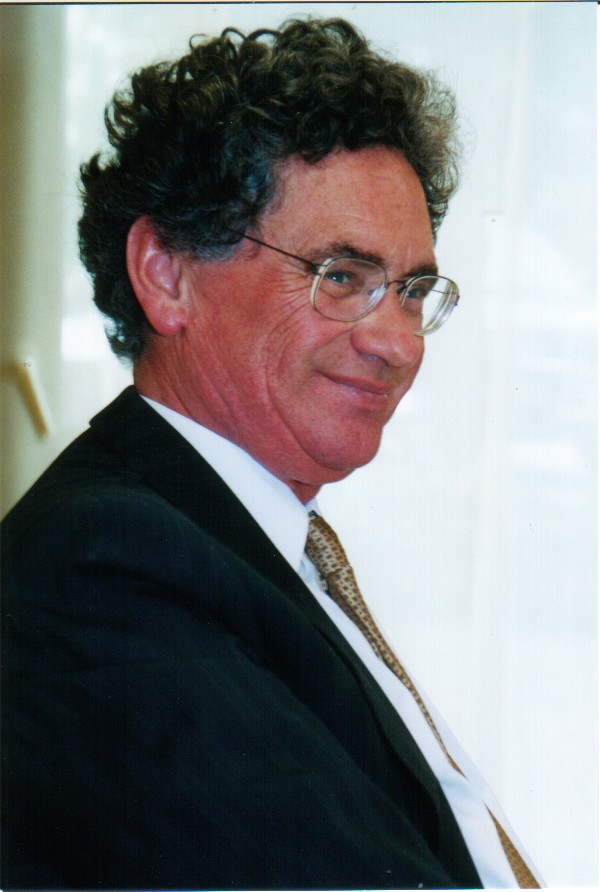
Alfons Adam (2008)

Alfons Adam (* 1. August 1944 in Kärnten; † 3. Mai 2021 in St. Pölten) war ein österreichischer Rechtsanwalt und Politiker.

## Leben
Der Rechtsanwalt Adam war schon länger in der Lebensrechtsbewegung aktiv; unter anderem war er Bundesobmann des Vereins „PRO VITA – Bewegung für Menschenrecht auf Leben“. Am 15. Oktober 2005 gründete der aus Kärnten stammende Adam die Partei Die Christen (DC) und wurde erster Bundesparteiobmann der Partei. Bei der Nationalratswahl in Österreich 2008 war er Spitzenkandidat. Im November 2008 wurde er von Rudolf Gehring in diesem Amt abgelöst.
Anfang 2009 verließ Adam die Partei wegen interner Streitereien. Am 13. Jänner 2010 gründete er die Christen-Allianz, der sich auch der ehemalige Wiener Landesparteiobmann der Christlichen Partei Österreichs (CPÖ), in welche sich Die Christen Juni 2009 umbenannt hatten, anschloss.
Im November 2013 wurde Adam wegen Verhetzung zu einer Geldstrafe von 5.400 Euro verurteilt. Er hatte in einer Postaussendung hetzerische Aussagen über den Buddhismus getätigt. Gegen dieses Urteil legte Adam Berufung ein. In der Berufungsverhandlung im Mai 2015 hob das Oberlandesgericht Wien das erste Urteil auf, verurteilte Adam jedoch wegen Herabwürdigung religiöser Lehren zu einer Geldstrafe von insgesamt 2.700 Euro, davon die Hälfte ausgesetzt zur Bewährung. Am 26. Jänner 2016 wurde dieses Urteil vom Obersten Gerichtshof aufgrund von Verfahrensfehlern jedoch wieder aufgehoben und die Strafsache an das Oberlandesgericht Wien zurückgewiesen. Zusammen mit Georg Immanuel Nagel gründete er den Verein „OKZIDENT – Verein zur Förderung von Rechtsstaatlichkeit“, dessen Obmann-Stellvertreter er seitdem war. Adam war Mitglied des Wiener Akademikerbunds.
Adam war verheiratet und Vater von sieben Kindern. Er verstarb mit 76 Jahren am 3. Mai 2021 nach kurzer, schwerer Krankheit.